# Dinukleotid
Ein Dinukleotid, auch Dinucleotid geschrieben, ist der chemische Zusammenschluss zweier Nukleotide.
Beispiele:
- Das Nicotinamidadenindinukleotid kurz NAD+ genannt und sein Abkömmling NADPH, spielen eine wichtige Rolle in der Atmungskette.
- Das Flavin-Adenin-Dinukleotid (FAD) spielt eine Rolle in Stoffwechselprozessen
- Das CpG-Dinukleotid ist für die Immunabwehr von Wirbeltieren gegen pathogene Bakterien und Viren wichtig.
- c-AMP-GMP ist ein zyklisches Dinukleotid und ein sekundärer Botenstoff in Deltaproteobakterien.